# Stasys Sabaliauskas
Stasys Sabaliauskas (Kaunas, 22 aprile 1905 – Kaunas, 16 aprile 1927) è stato un calciatore lituano, di ruolo attaccante.

## Carriera

### Club
Ha sempre giocato nel campionato lituano.

### Nazionale
Ha rappresentato la nazionale lituana in occasione delle Olimpiadi del 1924.